# برج طهر
برج طهر (به عربی: برج الطهر) یک شهرداری در الجزایر است که در استان جیجل واقع شده‌است. برج طهر ۶۸٫۱۷ کیلومتر مربع مساحت و ۴٬۸۹۳ نفر جمعیت دارد و ۸۲۰ متر بالاتر از سطح دریا واقع شده‌است.